# Segunda Internacional

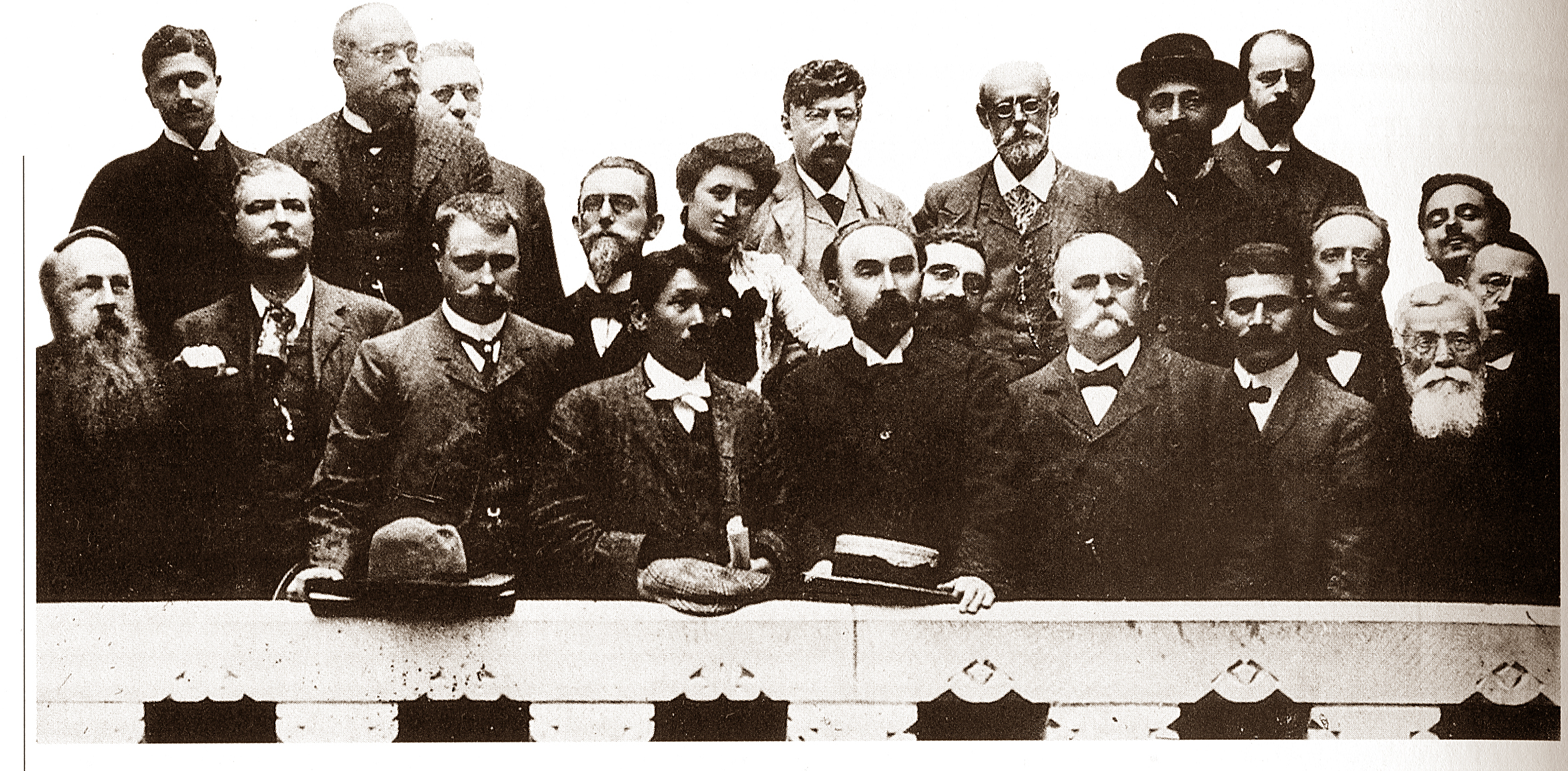
Líderes de la Segunda Internacional en el VIº Congreso; entre ellos Rosa Luxemburg, Gueorgui Plejánov y Karl Kautsky. Ámsterdam, 1904.

La Segunda Internacional fue una organización formada en 1889 por los partidos socialistas y laboristas que deseaban coordinar su actividad. A diferencia de la Primera Internacional no existía un Consejo General que la dirigiera, sino que los partidos eran independientes para aplicar la política que decidieran en sus respectivos Estados.

## Historia
Entre las acciones de la Segunda Internacional más reconocibles está la declaración del 1° de mayo como Día Internacional de los Trabajadores en 1889 y el 8 de marzo como Día Internacional de la Mujer Trabajadora en 1910. 
Sin embargo, esta experiencia mostró muy pronto sus limitaciones históricas, sobre todo a causa de las divergencias entre las posiciones de los movimientos socialistas de los distintos países, que con frecuencia se alinearon con los intereses del estado-nación frente al internacionalismo obrero. 
Con el estallido de la Primera Guerra Mundial la contradicción entre las aspiraciones revolucionarias de las clases oprimidas y la política de la II Internacional (al apoyar algunos partidos socialistas la guerra) llegó al punto que se produjo una escisión en el movimiento socialista que, tras la Revolución de Octubre de 1917, supuso la creación de una Tercera Internacional. Creada en 1919, adoptó el nombre de Internacional Comunista (Komintern) rechazando la preferencia de la Segunda Internacional por el parlamentarismo y los medios electorales y decantándose en su lugar por la dictadura del proletariado. 
La Segunda Internacional se reorganizó en 1920, pero muchos partidos se negaron a unirse a ella, formando la Unión de Partidos Socialistas para la Acción Internacional (UPSAI o Internacional Dos y medio) como alternativa. La UPSAI tuvo una corta vida, sin embargo, y en 1923 se fusiona junto con la Segunda Internacional en la Internacional Obrera y Socialista. Iósif Stalin, en las conferencias de abril de 1924, en la Universidad Comunista Sverdlov, tituladas Acerca de los fundamentos del leninismo, tilda la 2ª Internacional de 'oportunista' y seguidora de Karl Kautsky. La Segunda Guerra Mundial, sin embargo, acabó de disolver a las fuerzas que la integraban, y precipitó su desaparición en 1940. Sin embargo, ésta se reorganizó y refundó en 1951 bajo el nombre de la Internacional Socialista, aún activa. Pero, los postulados de la actual Internacional Socialista son mucho más moderados que los de sus antecesoras, pues sus partidos han renunciado por completo al marxismo y han aceptado plenamente el mercado y la propiedad privada en sus plataformas políticas, decantándose por una economía mixta y encuadrándose en la 'tercera vía'.
Su contraparte en las centrales obreras y sindicales era la Federación Sindical Internacional y su rama juvenil la Unión Internacional de Organizaciones Juveniles Socialistas.

### América Latina
En América Latina, la Internacional tenía  el Partido Socialista de Argentina y el Partido Socialista de Uruguay.

### Exclusión de los anarquistas
Los anarquistas fueron expulsados de la Primera Internacional en 1872, aunque, "el anarquismo, de hecho, dominó el Congreso de Londres de la Segunda Internacional". Esta exclusión recibió las críticas de los socialistas antiautoritarios presentes en las reuniones. Se ha argumentado que, en algún momento, la Segunda Internacional se convirtió "en un campo de batalla entre el tema libertario y el socialismo autoritario. No sólo se presentaron a sí mismos como defensores de los derechos de las minorías, sino que también provocaron que los marxistas alemanes demostraran una intolerancia radical que sería importante en la prevención del seguimiento marxista del movimiento laborista británico según las indicaciones de líderes como Henry Hyndman."

## Congresos de la Segunda Internacional
La máxima instancia de reunión eran los Congresos, bajo diferentes denominaciones:
1. París, 14 al 19 de julio de 1889.
2. Bruselas, 3 al 7 de agosto de 1891. Convocado como el Congreso Internacional Obrero Socialista y organizado por el Partido Obrero de Bélgica.
3. Zúrich, 9 al 13 de agosto de 1893. Convocado como el Congreso Internacional Obrero Socialista y organizado por un comité ad hoc.
4. Londres, 26 al 31 de julio de 1896. Convocado como el Congreso Internacional Socialista de Trabajadores y Cámaras Sindicales Obreras y organizado por un comité ad hoc.
5. París, 23 al 27 de septiembre de 1900. Convocado como el Congreso Socialista Internacional, quedando como el nombre definitivo, y organizado por un comité ad hoc.
6. Ámsterdam, 14 al 20 de agosto de 1904. Organizado y convocado, en adelante, por el BSI.
7. Stuttgart, 18 al 24 de agosto de 1907.
8. Copenhague, 28 de agosto al 3 de septiembre de 1910
9. Basilea, de carácter extraordinario, 29 al 30 de julio de 1912.
10. Ginebra, 31 de julio al 4 de agosto de 1920.

Estaba programado un Congreso en Viena a realizarse en agosto de 1914, postpuesto hasta 1920 al iniciarse la I Guerra Mundial.

## Conferencias de la Segunda Internacional
Entre 1915-1919 se realizaron una serie de conferencias convocadas grupos de partidos integrantes de la Segunda Internacional. En estas reuniones se produce la separación definitiva entre la derecha, el centro e izquierda de la Segunda Internacional y la constitución futura de sus respectivos organismos y partidos. Estas conferencias fueron:
- Copenhague, 17 y 18 de enero de 1915.
- Londres, 14 de febrero de 1915.
- Zimmerwald, septiembre de 1915. Marca el quiebre definitivo de la II Internacional al crearse la Comisión Socialista Internacional.
- Kiental, 1916, continuación de la anterior.
- La Haya, en julio de 1916 como Conferencia de socialista neutrales. Convocado por el BSI.
- Estocolmo, en junio de 1917 como Conferencia Internacional Socialista, convocado por el Partido Socialdemócrata Independiente de Alemania (USPD).
- Berna en 1919 como Conferencia Internacional Obrera y Socialista.
- Ámsterdam en abril de 1919 como Conferencia Internacional Socialista.
- Lucerna en julio de 1919 con el mismo nombre de la anterior.

Además se efectuó una reunión de los comités ejecutivos de las tres internacionales en Berlín entre el 2 y 5 de abril de 1922. 

## Miembros destacados
Alemania:
- August Bebel
- Hugo Haase
- Karl Kautsky
- Karl Liebknecht
- Wilhelm Liebknecht
- Rosa Luxemburg
- Clara Zetkin

España
- Pablo Iglesias Posse

Francia:
- Jean Allemane
- Jules Guesde
- Jean Jaurès
- Gustave Hervé
- Édouard Vaillant

Rusia:
- Vladímir Lenin
- Gueorgui Plejánov

Austria:
- Victor Adler
- Karl Renner

Países Bajos:
- Anton Pannekoek
- Pieter Jelles Troelstra

Serbia:
- Dimitrije Tucović